# Krajský úřad Olomouckého kraje
Krajský úřad Olomouckého kraje je orgánem Olomouckého kraje, jehož vznik se datuje k 1. lednu roku 2001, v souladu se zákonem č. 129/2000 Sb., o krajích, jenž vymezuje postavení krajů a jejich orgánů. Krajský úřad sídlí na adrese Jeremenkova 40a v Olomouci, v sousedství Regionálního centra. Především v přenesené působnosti vykonává státní správu na území Olomouckého kraje, ale plní také určené úkoly v samosprávné působnosti kraje.
Úřad je rozdělen na odbory (např. odbor investic, informačních technologií) a ty jsou dále rozčleněny na oddělení.